# Strafbare poging
Strafbare poging, in het Belgisch strafrecht, is, zoals in artikel 51 van het Strafwetboek omschreven, een voornemen om een misdaad of wanbedrijf te plegen, zoals geopenbaard door daden die het begin van de uitvoering uitmaken en alleen ten gevolge van omstandigheden, buiten de wil van de dader, zijn gestaakt of hun uitwerking hebben gemist.

## Bestanddelen
- Voornemen om een misdaad/wanbedrijf te plegen
- Een begin van uitvoering
- Het niet voltooien, buiten de wil van de dader

## Soorten poging
- Gewone poging; bijvoorbeeld een overvaller wordt verhinderd het misdrijf te plegen omdat hij op het laatste moment wordt overmeesterd door een voorbijganger
- Voltooide poging (ook wel: mislukt misdrijf); bijvoorbeeld een moordenaar schiet op het slachtoffer, maar deze laatste overleeft het door een technisch defect van het wapen
- Ondeugdelijke poging (ook wel: onmogelijk misdrijf); bijvoorbeeld het resultaat blijft uit omdat het doel van het misdrijf ondeugdelijk is, denk aan een moord op een lijk)

## Bestraffing
Een strafbare poging wordt in het Belgisch strafrecht voorzien van een straf onmiddellijk onder die van het voltooide misdrijf.

Poging tot een misdaad is steeds strafbaar; poging tot een wanbedrijf enkel indien de wet het bepaalt. De poging tot overtreding is niet strafbaar.

## Opmerking
Bij sommige misdrijven is een poging niet strafbaar, zoals bij slagen en verwondingen.

Berouw tonen na de feiten neemt de strafbaarheid van het feit niet weg. Het kan wel beschouwd worden als een verzachtende omstandigheid.